# Selexol
Selexol é a marca de um solvente para remoção de gás ácido que pode separar gases ácidos tais como sulfeto de hidrogênio e dióxido de carbono de correntes de gás tais como o gás de síntese produzido por gaseificação de carvão, coque, ou óleos hidrocarbonetos pesados. Em realizando-se tal processo, a corrente de gás torna-se apta para a combustão e ou processamento posterior.

## Descrição do processo
No processo Selexol (agora licenciado por UOP LLC), o solvente Selexol dissolve (absorve) os gases ácidos da corrente de alimentação de gás a relativamente alta pressão, usualmente 300 a 2000 psia (2,07 a 13,8 MPa). O solvente rico contendo os gases ácidos é então submetido a uma pressão mais baixa e/ou submetido a arraste de vapor para liberar e recuperar os gases ácidos. O processo Selexol pode operar seletivamente para recuperar sulfeto de hidrogênio e dióxido de carbono e separar correntes, de modo que o sulfeto de hidrogênio pode ser enviado tanto para um unidade de processo Claus para conversão ao enxofre elementar como para uma unidade de processo WSA para conversão a ácido sulfúrico enquanto, ao mesmo tempo, o dióxido de carbono pode ser sequestrado ou usado para melhorar a recuperação de óleo. O processo Selexol é similar ao processo Rectisol, o qual usa metanol refrigerado como solvente. O solvente Selexol é uma mistura dos éteres dimetílicos do polietileno glicol.